# Бойата, Дедрик
Анга́ Дедри́к Бойата́ (фр. Anga Dedryck Boyata; род. 28 ноября 1990[…], Уккел) — бельгийский футболист, защитник. Выступал за сборную Бельгии.

## Биография
Имеет конголезское происхождение.

### Карьера

#### Клубная
Бойата начал свою карьеру в молодёжной команде клуба «Брюссель», затем перешёл в «Манчестер Сити» в 2006 году. В составе клуба он одержал победу в финальном матче Молодежного кубка Англии по футболу. Он также стал игроком месяца английской Премьер-лиги в апреле 2009 года.
Его дебютом стала игра против «Мидлсбро» в Кубке Англии в январе 2010, которая закончилась со счётом 1:0. Дебют в лиге состоялся в игре против «Блэкберн Роверс», Бойата заменил Мартина Петрова на 86 минуте. А первым матчем в премьер-лиге для Дедрика стал выход на поле против «Халл Сити» 6 февраля 2010. Он был назван лучшим молодым игроком сезона 2009/10.
Дедрик забил гол 26 августа 2010 в плей-офф матче Лиги Европы УЕФА против команды «Тимишоара», это был его первый мяч за клуб.
19 мая 2019 года было объявлено, что Дедрик присоединится к «Герте». 29 сентября 2019 года Бойата забил свой первый гол за клуб в матче против «Кёльна», который закончился победой со счетом 4:0.
22 августа 2022 года Бойата подписал трехлетний контракт с бельгийским клубом «Брюгге».

#### В сборной
Бойата сыграл 12 матчей за бельгийскую юношескую сборную до 19 лет, забив 2 гола. В молодёжной сборной Бельгии до 21 года Бойата дебютировал 3 марта 2010, когда его команда выиграла со счётом 1:0 у молодёжной сборной Мальты. Пятью месяцами спустя он получил своё первое приглашение во взрослую национальную сборную, когда он был вызван на товарищеский матч со сборной Финляндии.

## Статистика выступлений
| Выступление        | Выступление      | Выступление      | Лига | Лига | Кубок | Кубок | Прочие кубки | Прочие кубки | Еврокубки | Еврокубки | Итого | Итого |
| Клуб               | Лига             | Сезон            | Игры | Голы | Игры  | Голы  | Игры         | Голы         | Игры      | Голы      | Игры  | Голы  |
| ------------------ | ---------------- | ---------------- | ---- | ---- | ----- | ----- | ------------ | ------------ | --------- | --------- | ----- | ----- |
| Манчестер Сити     | Премьер-лига     | 2009/10          | 3    | 0    | 2     | 0     | 2            | 0            | —         | —         | 7     | 0     |
| Манчестер Сити     | Премьер-лига     | 2010/11          | 7    | 0    | 2     | 0     | 1            | 0            | 6         | 1         | 16    | 1     |
| Манчестер Сити     | Премьер-лига     | 2013/14          | 1    | 0    | 1     | 0     | 4            | 0            | 0         | 0         | 6     | 0     |
| Манчестер Сити     | Премьер-лига     | 2014/15          | 2    | 0    | 2     | 0     | 2            | 0            | 0         | 0         | 6     | 0     |
| Манчестер Сити     | Итого            | Итого            | 13   | 0    | 7     | 0     | 9            | 0            | 6         | 1         | 35    | 1     |
| → Болтон Уондерерс | Премьер-лига     | 2011/12          | 14   | 1    | 3     | 0     | 0            | 0            | —         | —         | 17    | 1     |
| → Болтон Уондерерс | Итого            | Итого            | 14   | 1    | 3     | 0     | 0            | 0            | —         | —         | 17    | 1     |
| → Твенте           | Эредивизи        | 2012/13          | 5    | 0    | 2     | 0     | —            | —            | 3         | 0         | 10    | 0     |
| → Твенте           | Итого            | Итого            | 5    | 0    | 2     | 0     | —            | —            | 3         | 0         | 10    | 0     |
| Селтик             | Премьершип       | 2015/16          | 26   | 4    | 2     | 0     | 2            | 0            | 12        | 2         | 42    | 6     |
| Селтик             | Премьершип       | 2016/17          | 17   | 5    | 5     | 0     | 0            | 0            | 0         | 0         | 22    | 5     |
| Селтик             | Премьершип       | 2017/18          | 28   | 2    | 3     | 1     | 3            | 0            | 5         | 0         | 39    | 3     |
| Селтик             | Премьершип       | 2018/19          | 2    | 1    | 0     | 0     | 0            | 0            | 1         | 0         | 3     | 1     |
| Селтик             | Итого            | Итого            | 73   | 12   | 10    | 1     | 5            | 0            | 18        | 2         | 106   | 15    |
| Всего за карьеру   | Всего за карьеру | Всего за карьеру | 105  | 13   | 22    | 1     | 14           | 0            | 27        | 3         | 168   | 17    |

1. ↑  Включает Кубок английской лиги, Суперкубок Англии и Кубок шотландской лиги.

## Достижения
«Манчестер Сити»
- Чемпион Англии: 2013/14
- Обладатель Кубка Англии: 2010/11
- Обладатель Кубка английской лиги: 2013/14

«Селтик»
- Чемпион Шотландии: 2015/16, 2016/17, 2017/18, 2018/19
- Обладатель Кубка Шотландии: 2016/17, 2017/18
- Обладатель Кубка шотландской лиги: 2017/18